# Aphanocephalus johni
Aphanocephalus johni là một loài bọ cánh cứng trong họ Discolomatidae. Loài này được Pal miêu tả khoa học năm 1992.